# Fabricio Díaz
Fabricio Díaz Badaracco (* 3. Februar 2003 in La Paz, Canelones) ist ein uruguayischer Fußballspieler, der beim Erstligisten Liverpool Montevideo unter Vertrag steht.

## Karriere

### Verein
Der in La Paz, Canelones, geborene Fabricio Díaz begann seine fußballerische Ausbildung bei den lokalen La Paz Wanderers, bevor er mit 13 Jahren in die Jugendabteilung von Liverpool Montevideo wechselte. Am 2. Februar 2020, einen Tag vor seinem 17. Geburtstag, debütierte er in der Supercopa Uruguaya gegen Nacional Montevideo für die erste Mannschaft. Er stand in der Startformation und in der 112. Spielminute erzielte er den Treffer zum 4:2-Endstand. Auch in der Liga und der Copa Sudamericana wurde der junge Mittelfeldspieler in der Saison 2020 regelmäßig eingesetzt. Letztlich verpasste er in dieser Spielzeit nur ein einziges der 27 Pflichtspiele seiner Mannschaft und sammelte in diesen ein Tor sowie drei Vorlagen.

### Nationalmannschaft
Von Mai 2022 bis Juni 2023 spielte Díaz 25-mal in der uruguayischen U20-Nationalmannschaft. Im Januar 2023/Februar 2023 nahm er mit der Mannschaft an der U20-Südamerikameisterschaft in Kolumbien teil. Hier belegte man am Ende den zweiten Platz. Im Mai 2023/Juni 2023 nahm er mit der U20 an der U20-Weltmeisterschaft in Argentinien teil. Hier erreichte die Mannschaft das Finale. Das Endspiel gegen Italien wurde mit 1:0 gewonnen.

## Erfolge

### Nationalmannschaft
Uruguay U20
- U20-Südamerikameisterschaft: 2023 2. Platz
- U20-Weltmeister: 2023